# Claude Fabre
Pour les articles homonymes, voir Fabre.
Claude Fabre est un physicien français, professeur à l'université Pierre-et-Marie-Curie et chercheur au Laboratoire Kastler Brossel de l'École normale supérieure.

## Carrière
Claude Fabre est élève au lycée Thiers de 1960 à 1970. De 1970 à 1974, il est étudiant à l'École normale supérieure de la rue d'Ulm. En 1974, il obtient l'agrégation de physique et une thèse de 3e cycle pour des travaux de recherche effectués sous la direction de Claude Cohen-Tannoudji. Il entre la même année au CNRS, pour effectuer des recherches sous la direction de Serge Haroche au Laboratoire de spectroscopie hertzienne de l'ENS, le futur Laboratoire Kastler Brossel. Il soutient sa thèse d'État en 1981.
En 1984-1985, il effectue un stage post-doctoral de recherche aux Laboratoires IBM à San Jose en Californie. En 1986, il est promu directeur de recherche au CNRS et devient professeur chargé de cours d’exercice partiel à l’École polytechnique. En 1998, il quitte le CNRS pour devenir professeur à l'université Pierre-et-Marie-Curie, maintenant intégrée dans Sorbonne Université.
Claude Fabre est directeur de l'École doctorale de physique de la région parisienne de 2001 à 2007, éditeur en chef de la revue scientifique européenne European Physical Journal D de 2008 à 2012. En 2009, il est chercheur invité au National Institute of Standards and Technology à Washington puis professeur invité à l'université normale de la Chine de l'Est à Shanghai. Il est le président de la Société française d'optique de 2009 à 2011. Depuis 2007, il est membre senior de l'Institut universitaire de France.
Outre ses activités de chercheur et d'enseignant, Claude Fabre s'est investi dans la liaison entre l'université et l'enseignement dans les lycées. De 2007 à 2010, il est président du jury de concours de l’agrégation externe de physique, puis en 2010-2011 membre du comité d’experts chargé de l’élaboration des nouveaux programmes de physique des classes de Première et de Terminale des lycées. De 2012 à 2013, il est chargé de mission pour la rénovation des programmes de classes préparatoires aux grandes écoles, puis de 2013 à 2015, chargé de mission pour coordonner le Comité de pilotage interministériel de la réforme de la formation des enseignants (ESPE, ou École supérieure du professorat et de l'éducation).
Claude Fabre a aussi effectué des actions de vulgarisation de la connaissance scientifique auprès du grand public, notamment à l'occasion de l'Année mondiale de la physique en 2005, du Cinquantenaire du laser en 2010 et de l'Année internationale de la lumière en 2015.

## Thèmes de recherche
- À l'occasion de sa thèse d'État, C. Fabre s'est intéressé, à la fois sur le plan expérimental et théorique, à l'interaction entre un rayonnement micro-onde et les états très excités des atomes (« atomes de Rydberg »).
- À partir de 1987, son thème de recherche principal est l'étude des propriétés spécifiquement quantiques de la lumière, en particulier la manipulation des fluctuations quantiques du champ lumineux et la génération, l'étude et l'utilisation des corrélations quantiques fortes qui existent entre faisceaux lumineux « intriqués ».
  - Il s'est en particulier intéressé aux effets spécifiquement quantiques qui existent dans les systèmes optiques « complexes » ou « multimodes », possédant un grand nombre de degrés de liberté, comme les images optiques et les impulsions lumineuses de forme temporelle quelconque.
  - Il a étudié l'utilisation de ces corrélations et de ces fluctuations quantiques réduites pour repousser les limites quantiques dans les mesures de grande sensibilité : mesure de très faibles absorptions, positionnement spatio-temporel de grande précision, limites ultimes à la résolution en optique, mesure de très faibles intervalles temporels.
  - Il s'est aussi intéressé à l'utilisation de ces effets quantiques multimodes pour effectuer des opérations de calcul, ou de traitement optique de l'information, d'une manière plus rapide ou plus efficace qu'avec des méthodes classiques.

## Publications
- Publications scientifiques sur son site web personnel[2] au sein du Laboratoire Kastler Brossel
- Ouvrages d’enseignement :
  - Introduction aux lasers et à l'optique quantique (Ellipses, 1997)
  - Introduction to Quantum Optics: from the semi-classical approximation to quantized light (Cambridge University Press, 2010)
  - Introduction à la physique moderne : relativité et physique quantique (Dunod, 2015)
  - Quantum Processes and Measurement: Theory and Experiment  (Cambridge University Press, 2023)
- Articles de vulgarisation :
  - « Véracité et fausseté en physique. Quelle est la vraie nature de la lumière ? »[3]
  - « Une brève histoire de la physique des lasers », Images de la physique 2010, p. 3, Éditions du CNRS (2011)
  - « Fluctuations du vide et compression des fluctuations du vide en optique quantique », dans Le vide, univers du tout et du rien, p. 110, édité par Simon Diner et Edgard Gunzig, « Revue de l'Université de Bruxelles », éditions Complexe (Bruxelles, 1998)

## Décoration
Le 13 juillet 2015, Claude Fabre est nommé au grade de chevalier dans l'ordre national de la Légion d'honneur au titre de « professeur des universités en sciences physiques à l’université Pierre et Marie Curie Paris 6 ; 45 ans de services ».

### Autres distinctions
- 1991 : prix Fabry de Gramont de la Société française d'optique
- 2004 : fellow de la Optical Society (anciennement Société américaine d'optique, OSA)
- 2009 : fellow de la Société européenne d'optique (EOS)
- 2013 : prix Arnulf-Françon de la Société française d'optique
- 2018 : Grand prix Léon Brillouin de la Société française d'optique